# نشان مونشيان
نشان مونشيان (مواليد 24 يونيو 1963) هو ملاكم أرميني، مثّل بلاده في الألعاب الأولمبية الصيفية 1996.

## روابط خارجية
نشان مونشيان على موقع أوليمبيديا (الإنجليزية)